# Sinfonía n.º 13 (Mozart)

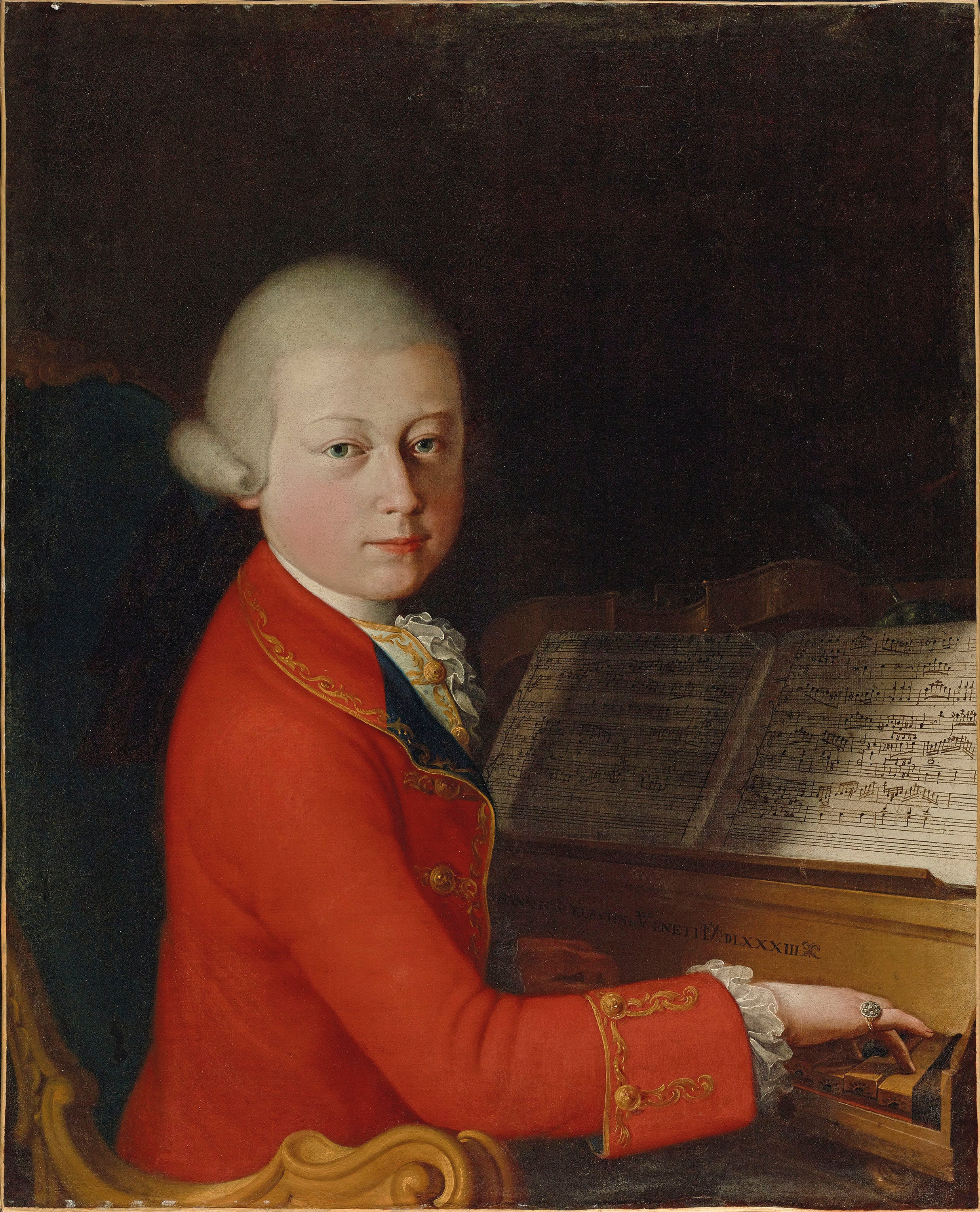
Mozart en 1770.

La Sinfonía n.º 13 en fa mayor, K. 112 fue compuesta por Wolfgang Amadeus Mozart y fechada el 2 de noviembre de 1771, cuando el compositor tenía quince años.

## Historia

### Contexto

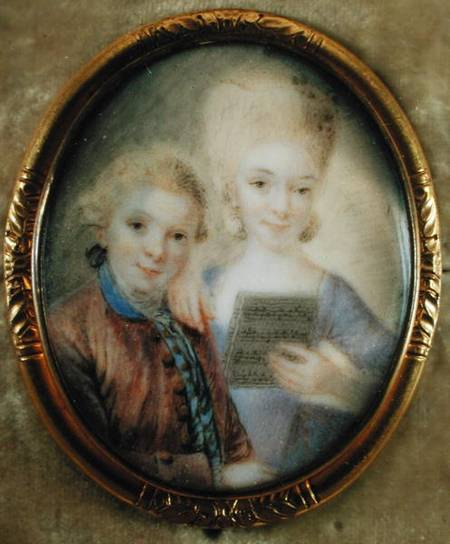
Wolfgang y Nannerl hacia 1763.

La carrera de Mozart como sinfonista había empezado en Londres durante el gran viaje de la familia Mozart por Europa entre junio de 1763 y noviembre de 1766. El padre Leopold Mozart planeó la gira para exhibir a sus prodigiosos hijos, Wolfgang y Nannerl en las principales cortes europeas. En ese tiempo Wolfgang compuso sus primeras obras del género, que tenían una deuda sustancial con las sinfonías de estilo galante italianizante en tres movimientos de Carl Friedrich Abel y Johann Christian Bach; también escuchó las sinfonías de compositores relevantes como Thomas Arne, William Boyce y Giuseppe Sammartini. Posteriormente Leopold y sus hijos pasaron en Viena varios meses de 1768 durante los cuales el joven maestro hizo un esfuerzo consciente por adaptar su estilo sinfónico a los gustos del público vienés, adoptando entre otras cosas la estructura en cuatro movimientos. Una afortunada consecuencia de los largos viajes del compositor en ciernes fue el contacto que le proporcionaron con una generosa muestra representativa de las tradiciones musicales europeas: alemana, británica, francesa e italiana.
El joven compositor y su padre realizaron tres viajes a Italia entre diciembre de 1769 y en mayo de 1773. En este periodo alternó sus visitas con estancias en Salzburgo durante las cuales creó la ópera Mitrídates, rey de Ponto, así como varias sinfonías con apreciable influencia del gusto italiano por la ópera bufa. En 1772 y 1773 el maestro austríaco vivió una etapa de entusiasmo por la escritura sinfónica, produciendo cada año siete nuevas sinfonías (n.º 15 - n.º 27). Después redujo su actividad en este campo y en los dos años siguientes sólo aparecieron tres nuevas piezas del género (n.º 28, 29 y 30).

### Composición
La composición de la obra se desarrolló en otoño de 1771 en Milán durante su segundo viaje a Italia que fue bastante breve. La partitura autógrafa está fechada el 2 de noviembre de 1771, se conserva en la actualidad en The Morgan Library & Museum de Nueva York y se puede consultar online. Tras componer varias sinfonías en Roma, Mozart dejó de componer sinfonías durante aproximadamente un año, pero reanudó su producción en Salzburgo en el verano de 1771. Esta sinfonía es una pieza melliza de la obertura de Ascanio in Alba K. 111, si bien esta última supone un retorno a todos los manierismos de la ópera italiana. Mozart había aprendido bien el viejo refrán "cuando estés en Roma, haz como los Romanos", aunque se estrenó en Milán.

### Estreno y publicación
El estreno de esta pieza probablemente se celebró el 22 o el 23 de noviembre de 1771 en Milán en la residencia de Albert Michael von Mayr. Von Mayr era el tesorero del archiduque Fernando Carlos, hijo de la emperatriz María Teresa y gobernador de Lombardía. En este mismo concierto interpretado por Leopold y Wolfgang Amadeus Mozart tal vez se interpretase también el estreno de la Sinfonía n.º 12.
La primera edición fue llevada a cabo en 1880 por la editorial Breitkopf & Härtel en Leipzig, que publicó bajo la denominación Wolfgang Amadeus Mozarts Werke, Serie VIII, No. 13 tanto las partes como la partitura completa.

## Instrumentación
La partitura está escrita para una orquesta formada por:
- Viento madera: 2 oboes y [1 fagot].
- Viento metal: 2 trompas en fa.
- Teclado: [clavecín].
- Cuerda: una sección de cuerdas con 2 violines (primero y segundo), viola, violonchelo y contrabajo.

En las orquestas de aquella época era una práctica común emplear el fagot y el clavecín, si estaban presentes en la orquesta, para reforzar la línea del bajo o bien como continuo, incluso sin notación separada.

## Estructura y análisis
La sinfonía consta de cuatro movimientos:
- I. Allegro, en fa mayor 3
4
- II. Andante, en si mayor 2
4
- III. Menuetto – Trio, en fa mayor 3
4
- IV. Molto allegro, en fa mayor 3
8

La interpretación de esta obra dura aproximadamente entre 15 y 20 minutos. Se trata de una obra de gran originalidad y humor, usando instrumentación muy limitada. La influencia italiana se deja ver en esta Sinfonía n.º 13 y persiste en la n.º 14, K. 114, con un primer movimiento lírico; el sonido de una danza milanesa en el minueto y  acordes de apertura de ópera cómica en el Finale. Para Nicholas Kenyon esta es la última sinfonía mozartiana en "modo convencional" y a partir de aquí "estamos en los comienzos de un mundo diferente".

### I.Allegro
El primer movimiento, Allegro, está escrito en la tonalidad de fa mayor, en compás de 3/4 y sigue la forma sonata. La indicación de tempo original era Molto allegro pero luego se borró Molto para quedarse simplemente como Allegro. El movimiento de apertura es de carácter italiano, lo cual puede deberse a que se encontraba de viaje en Italia durante su composición. En este movimiento inicial es evidente el parentesco de la K. 112 con la K. 110: la métrica ternaria, la función del segundo tema, las secuencias y suspensiones para la retransición y la interrupción métrica para el material de transición.

### II.Andante
El segundo movimiento, Andante, está en si mayor y en compás de 2/4. El movimiento lento está orquestado solo para las cuerdas a cuatro voces, con el que regresa al habitual estilo de serenata. Un deslizamiento hacia la subdominante en el compás 3 recuerda una coloración similar en el movimiento lento de la K. 110. El único indicio del estilo italiano en K. 112 se produce en los deslizamientos del segundo tema, pero es más llamativo el color de su antecedente, dos oboes y dos violas.

### III.Menuetto–Trio
El tercer movimiento, Menuetto – Trio, está en fa mayor y el compás es 3/4. El minueto puede haber sido escrito antes e incorporado posteriormente a la sinfonía, el manuscrito autógrafo muestra el minueto copiado por la mano de Leopold. Para Brown este movimiento resulta intrascendente, salvo por las síncopas asignadas al segundo violín.

### IV.Molto allegro
El cuarto y último movimiento, Molto allegro, retoma la tonalidad inicial y el compás es 3/8. El Finale responde a la forma rondó con un estribillo y dos episodios contrastantes y cerrado con una coda. Su carácter es humorístico, sobre todo por la forma en que los episodios tristes son simplemente ignorados.